# Wisła Cracovie (volley-ball féminin)
Le Wisła Cracovie (en polonais : Wisła Kraków) est un club féminin de volley-ball polonais, section du club omnisports du Wisła Cracovie, fondé en 1928 et  basé à Cracovie, évoluant pour la saison 2013-2014 en 1.liga.

## Palmarès
- Championnat de Pologne
  - Vainqueur : 1959, 1967, 1969, 1970, 1982, 1984.
  - Finaliste : 1947, 1958, 1960, 1966, 1971, 1972, 1976, 1977, 1981, 1985, 1990, 1993.
- Coupe de Pologne
  - Vainqueur : 1960, 1961.
  - Finaliste : 1984.

## Effectifs

### Saison 2013-2014
Entraîneur : Tomasz Klocek  Pologne